# Largo do Pelourinho
O Largo do Pelourinho, oficialmente Praça José de Alencar, é um logradouro situado no bairro do Pelourinho, no coração da parte mais antiga da cidade de Salvador, na Bahia, no Brasil. Bem ao pé das velhas Portas do Carmo, perto do Terreiro de Jesus e de um dos mais famosos conjuntos de igrejas barrocas das Américas, formado pelas igrejas da Ordem Terceira de São Francisco, toda em talha dourada; de São Francisco; do Rosário dos Pretos; do Passo e a imponente Catedral-basílica, antes Igreja do Colégio dos Padres, onde estudou o poeta Gregório de Matos e onde pregava o padre Antônio Vieira.
O Largo do Pelourinho é assim chamado em razão de ter sido, durante muitos anos, um local de suplício, onde os condenados eram expostos, amarrados ao pelourinho, aos olhos dos passantes e à execração pública. Pelas pedras redondas de seu calçamento, polidas pelo tempo, muito sangue correu, principalmente sangue dos negros supliciados, que, muitas vezes, ali mesmo morriam, vítimas de sua ânsia de libertação e da crueldade dos senhores. Neste local, palco de tantas tragédias, cenário de tantas dores, mas também de intensa beleza, reproduzido em fotos pelo mundo inteiro, cartão-postal obrigatório de quantos visitem a cidade do Salvador, está plantada a Casa de Jorge Amado.
Foi cenário, em 1996, do videoclipe They Don't Care About Us, do cantor estadunidense Michael Jackson.